# Nephopterix
Alispa, Clasperopsis, Nephopteryx, Paranephopterix
Genre
Synonymes
- Alispa Zeller, 1848
- Clasperopsis Roesler, 1969
- Nephopteryx Zeller, 1839
- Paranephopterix Roesler, 1969

Nephopterix est un genre de papillons de la famille des Pyralidae.

## Classification
Le genre Nephopterix est décrit par Jacob Hübner en 1825.

## Liste d'espèces
Selon GBIF en 2023, les espèces suivantes appartiennent au genre :
- Nephopterix acrobasella Hampson, 1912
- Nephopterix aenobapta Turner, 1947
- Nephopterix aeolusalis Walker, 1863
- Nephopterix albifascialis Hampson, 1903
- Nephopterix albovariegata Rothschild, 1915
- Nephopterix alpigenella Duponchel, 1836
- Nephopterix angustella (Hübner, 1796)
- Nephopterix ardekanella Amsel, 1951
- Nephopterix ardesiifascia Rothschild, 1915
- Nephopterix argiadesalis Walker, 1863
- Nephopterix atribasalis Hampson, 1908
- Nephopterix bicolorella Leech, 1889
- Nephopterix capnoessa (Turner, 1904)
- Nephopterix cleopatrella Ragonot, 1887
- Nephopterix chryserythra (Lower, 1902)
- Nephopterix cometella de Joannis, 1927
- Nephopterix concineratella Ragonot, 1887
- Nephopterix furella (Strand 1918)
- Nephopterix fuscalis (Kenrick, 1907)
- Nephopterix griseola Rothschild, 1915
- Nephopterix habrostola (Lower, 1905)
- Nephopterix hajastanica Harutiunian, 1989
- Nephopterix hastiferella Ragonot, 1887
- Nephopterix hemibaphes (Turner, 1905)
- Nephopterix kuznetzovi Harutiunian in Harutiunian, 1989
- Nephopterix lateritialis Walker, 1863
- Nephopterix melanostyla (Meyrick, 1879)
- Nephopterix nocticolorella Ragonot, 1887
- Nephopterix obscuribasella Ragonot, 1887
- Nephopterix piratis (Meyrick, 1887)
- Nephopterix placoxantha (Lower, 1898)
- Nephopterix scabida Zeller, 1867
- Nephopterix thermalopha (Lower, 1903)

## Espèces fossiles
Selon Paleobiology Database en 2023, il n'y a pas d'espèces fossiles référencées.